# John Guerin
John Payne Guerin, né le 31 octobre 1939 à Hawaï et mort le 5 janvier 2004 à West Hills, est un batteur et percussionniste de session américain, parmi les plus enregistrés.

## Biographie
John Payne Guerin naît le 31 octobre 1939 à Hawaï.
Parmi ses participations, on compte notamment Frank Sinatra, George Harrison, Frank Zappa, Joni Mitchell, Thelonious Monk, Peggy Lee, Ray Charles et Ella Fitzgerald. De 1972 à 1973, il est également batteur des Byrds, puis devient membre du L.A. Express.
Il participe également à plusieurs bandes originales de films et de séries.
John Guerin meurt de complications successives à une grippe, le 5 janvier 2004 à West Hills.